# Ukiah (Oregón)
Ukiah es una ciudad ubicada en el condado de Umatilla en el estado estadounidense de Oregón. En el año 2000 tenía una población de 255 habitantes y una densidad poblacional de 468.8 personas por km².

## Geografía
Ukiah se encuentra ubicada en las coordenadas 45°8′1″N 119°55′58″O / 45.13361, -119.93278.

## Demografía
Según la Oficina del Censo en 2000 los ingresos medios por hogar en la localidad eran de $34,773, y los ingresos medios por familia eran $35,313. Los hombres tenían unos ingresos medios de $31,250 frente a los $25,625 para las mujeres. La renta per cápita para la localidad era de $13,945. Alrededor del 18.5% de la población estaban por debajo del umbral de pobreza.